# Konrad Volm

Konrad Volm

Konrad Volm (* 22. August 1897 in Owingen; † 27. April 1958 in Geilenkirchen) war ein deutscher Politiker (NSDAP).

## Leben und Wirken
Nach dem Besuch der Volksschule in Owingen (1903–1911) und der Berufsschule (1911–1914) erlernte Volm drei Jahre lang das Bauhandwerk. Unterbrochen wurde seine Ausbildung durch die Teilnahme am Ersten Weltkrieg, in dem er von Dezember 1916 bis zum Kriegsende als Pionier im Pionierbataillon 14 an der Westfront eingesetzt wurde. Im Krieg wurde er mit dem Eisernen Kreuz II. Klasse sowie der Hohenzollerischen Verdienstmedaille ausgezeichnet. Danach arbeitete er von Dezember 1918 bis 1931 als Maurerpolier im Baugewerbe.
1927 trat er in die NSDAP ein. Von 1930 bis 1931 war er Ortsgruppenleiter in Übach. In der SA wurde er SA-Führer. Von 1931 bis zum 5. Februar 1933 bekleidete er das Amt eines ehrenamtlichen Kreisleiters des Kreises Geilenkirchen. Anschließend war Volm vom 15. April 1933 bis zum 1. April 1944 hauptamtlicher Kreisleiter von Geilenkirchen. Von Juli 1941 bis zum Januar 1942 übernahm er zusätzlich, in Vertretung des zur Wehrmacht einberufenen Kreisleiters des Kreises Aachen-Land, kommissarisch dessen Amt. Seine Ämter als Kreisleiter und seinen Rang als Oberbereichsleiter verlor er am 1. April 1944 wegen Veruntreuung von Parteigeldern. Von Januar 1942 bis März 1943 wurde er schließlich ins Reichsministerium für die besetzten Ostgebiete abkommandiert. Anschließend übernahm er vom 28. März 1943 bis zum 3. März 1945 das Amt des Bürgermeisters von Frechen. Kurz vor Kriegsende wurde er noch am 13. April 1945 als Baupionier zum Wehrdienst einberufen. Am 4. Oktober 1935 zog Volm im Nachrückverfahren für den ausgeschiedenen Abgeordneten Fred Henrich als Abgeordneter des Wahlkreises 20 (Köln-Aachen) in den Reichstag ein, dem er bis zur Mandatsniederlegung am 22. Mai 1943 angehörte.
Vom 12. Juni 1945 bis zum 5. Februar 1948 war Volm im Internierungslager Staumühle interniert. Am 20. Januar 1948 wurde er durch die Spruchkammer Detmold-Hiddesen zu einer Gefängnisstrafe von 1 Jahr und 9 Monaten verurteilt. Im April 1949 wurde der frühere Kreisleiter der NSDAP Geilenkirchen, Konrad Volm, sowie der Geilenkirchener Stadtinspektor Leo Gerads zu Haftstrafen von 15 beziehungsweise vier Monaten verurteilt. Beide waren in der Pogromnacht maßgeblich an der Zerstörung der Synagogen in Heinsberg und Geilenkirchen beteiligt, wo sie in das Synagogengebäude eindrangen, die Einrichtung zerschlugen und dann das Gebäude in Brand setzen, das dadurch vollständig zerstört wurde. Diese Strafe galt für Volm durch die Internierung als verbüßt. Am 27. April wurde Volm schließlich noch vom Landgericht Aachen wegen Verbrechen gegen die Menschlichkeit zu weiteren 15 Monaten Gefängnis verurteilt. Nach seiner Entlassung lebte er in Übach-Palenberg.